# (264) Libussa
(264) Libussa – planetoida z pasa głównego asteroid okrążająca Słońce w ciągu 4 lat i 252 dni w średniej odległości 2,8 j.a. Została odkryta 22 grudnia 1886 roku w Clinton położonym w hrabstwie Oneida w stanie Nowy Jork przez Christiana Petersa. Nazwa planetoidy pochodzi od Libuszy, legendarnej założycielki Pragi.